# Lake Mohegan
Lake Mohegan – jednostka osadnicza w Stanach Zjednoczonych, w stanie Nowy Jork, w hrabstwie Westchester.